# Heyue Ji
Heyue Ji (30 gennaio 2009) è una sincronetta cinese.

## Palmarès
- Mondiali giovanili:

Atene 2023: oro nel duo misto libero

### Coppa del Mondo
- 1 podio:
  - 1 vittoria (1 nel duo)

#### Coppa del mondo - vittorie
| Data          | Luogo   | Paese | Disciplina     |
| ------------- | ------- | ----- | -------------- |
| 5 aprile 2024 | Pechino | Cina  | Duo tecnico Mx |